# Habitations Jeanne-Mance
Les Habitations Jeanne-Mance sont un complexe d'habitation à loyer modique situé au centre-ville de Montréal, à proximité de la station de métro Saint-Laurent. Il est administré par la Corporation d'habitation Jeanne-Mance. Les demandes de logement se font à l'Office municipal d'habitation de Montréal dans le cadre d'une entente de service.

## Histoire

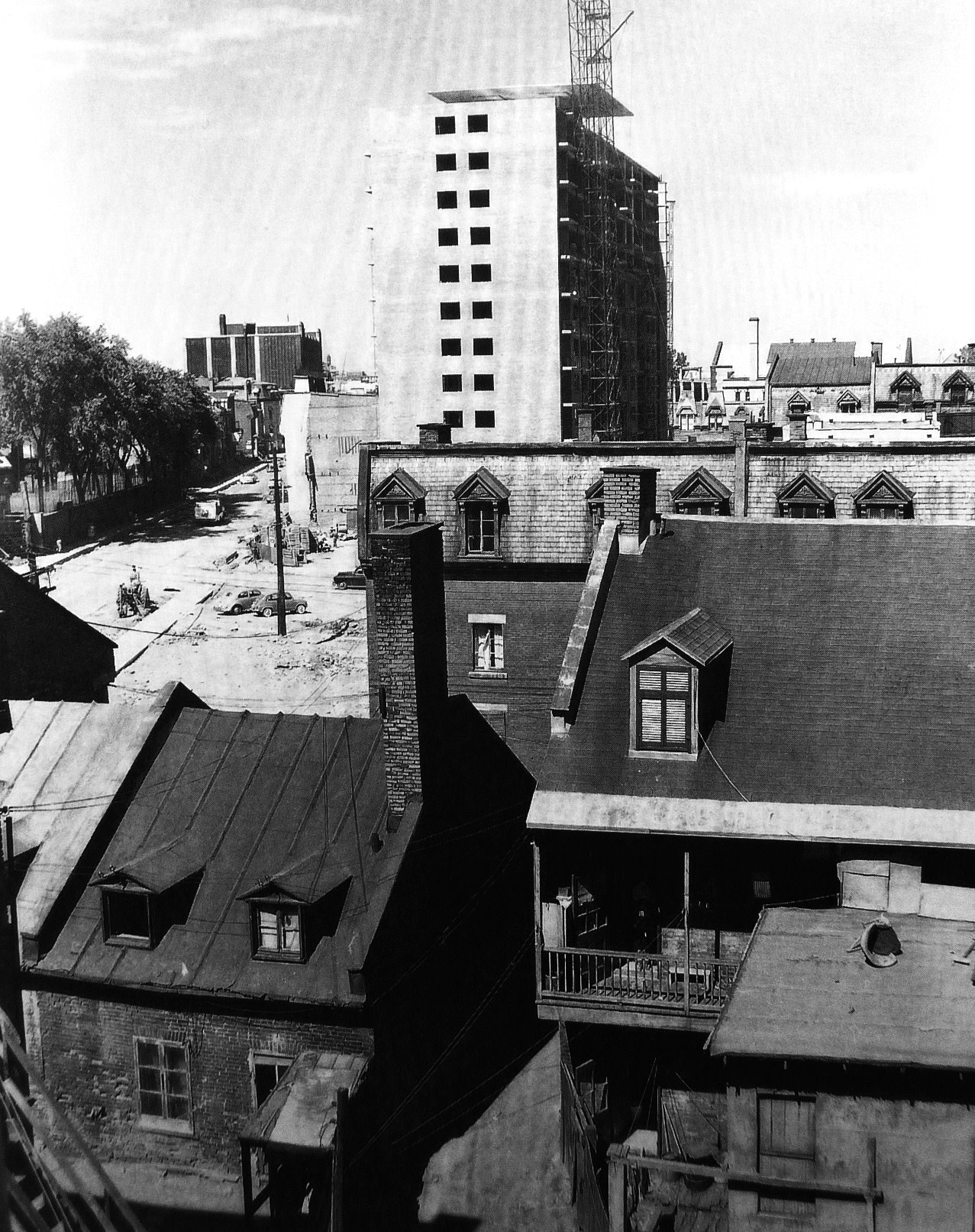
Le complexe en construction, vers 1958

Au début des années 1950, le problème de taudis à Montréal est devenu pressant, car ils sont souvent surpeuplés et dans des états d'insalubrité. En 1952, le fonctionnaire municipal Paul Dozois préside une commission qui identifiera notamment le quartier du Red Light comme particulièrement propice à une intervention. Le 16 mai 1957, le plan Dozois est mis en branle et en 1961, tous les logements sont terminés.
Les réactions au projet sont mitigés : d'un côté, des journaux tels que La voix populaire se réjouissent du remplacement d'infects taudis par un « magnifique plan d’ensemble », mais de l'autre on reprochait au plan Dozois d'être situé si près du centre-ville et donc de contrevenir au principe de structuration des villes par la séparation des fonctions. À ce sujet, l'éditorialiste du Devoir Paul Sauriol écrit :  « la partie centrale et historique, le quartier des affaires d’une grande ville, doit être affectée à des fins non domiciliaires et réservées plutôt à des fins communautaires d’ordre artistique, culturel, commercial [et] touristique ». 
Le maire de l'époque, Jean Drapeau était d'ailleurs opposé à ce site, privilégiant plutôt le Domaine des Messieurs-de-Saint-Sulpice, sur le flanc ouest du Mont Royal à fin d'y faire naître un premier projet de logement social financé par l'État au Québec.

### Histoire récente
Au fil des années, des tensions sociales s'y sont créées et l'endroit est devenu connu comme un lieu de trafic de stupéfiants. Une série de tentatives de meurtres au début des années 2000 a conduit à l'instauration d'une politique de tolérance zéro et de patrouilles de sécurité privée. En 2006, l'Office d'habitation a entrepris de vastes travaux de rénovations en plus de faire verdir le site .

## Galerie

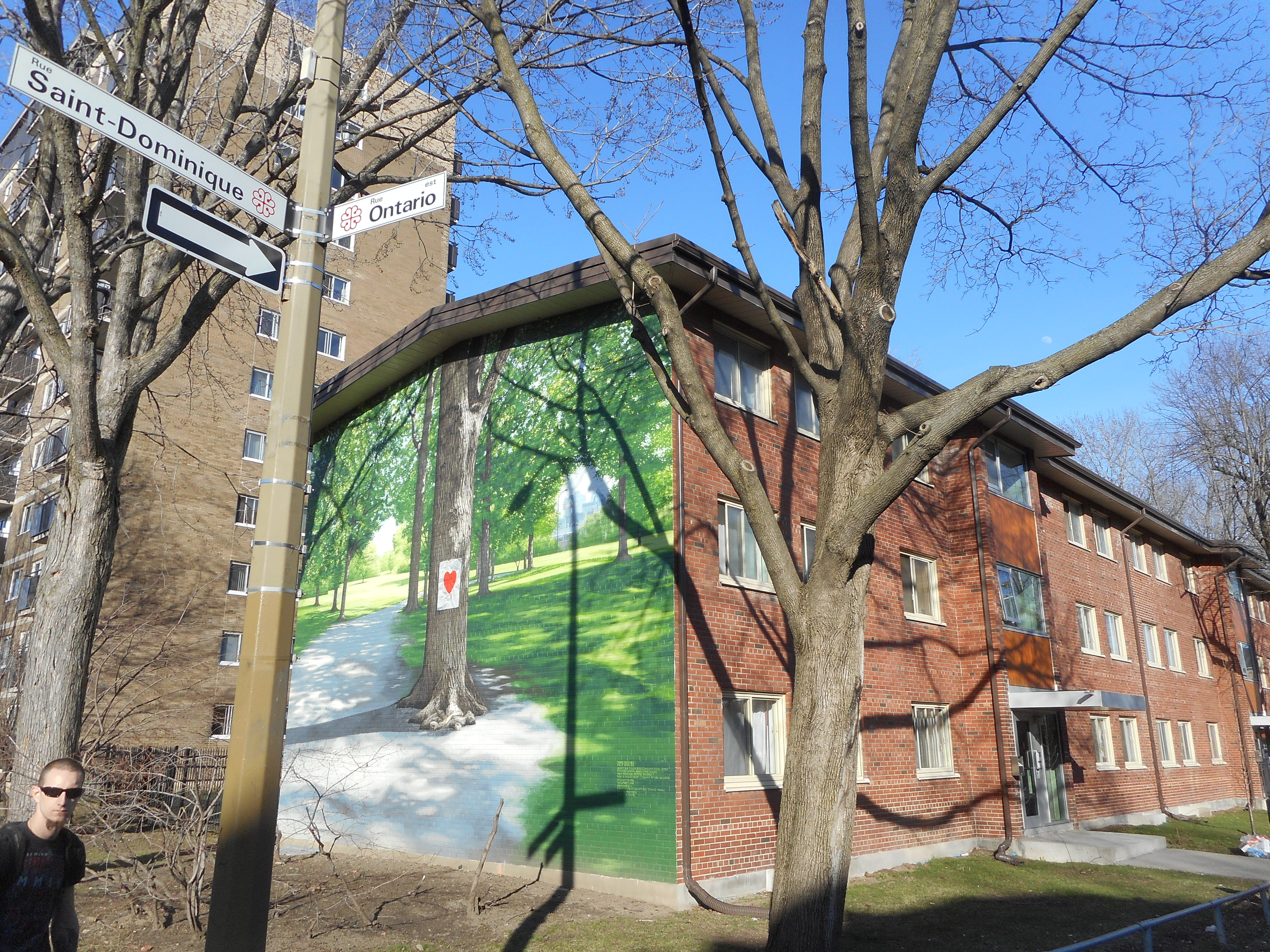
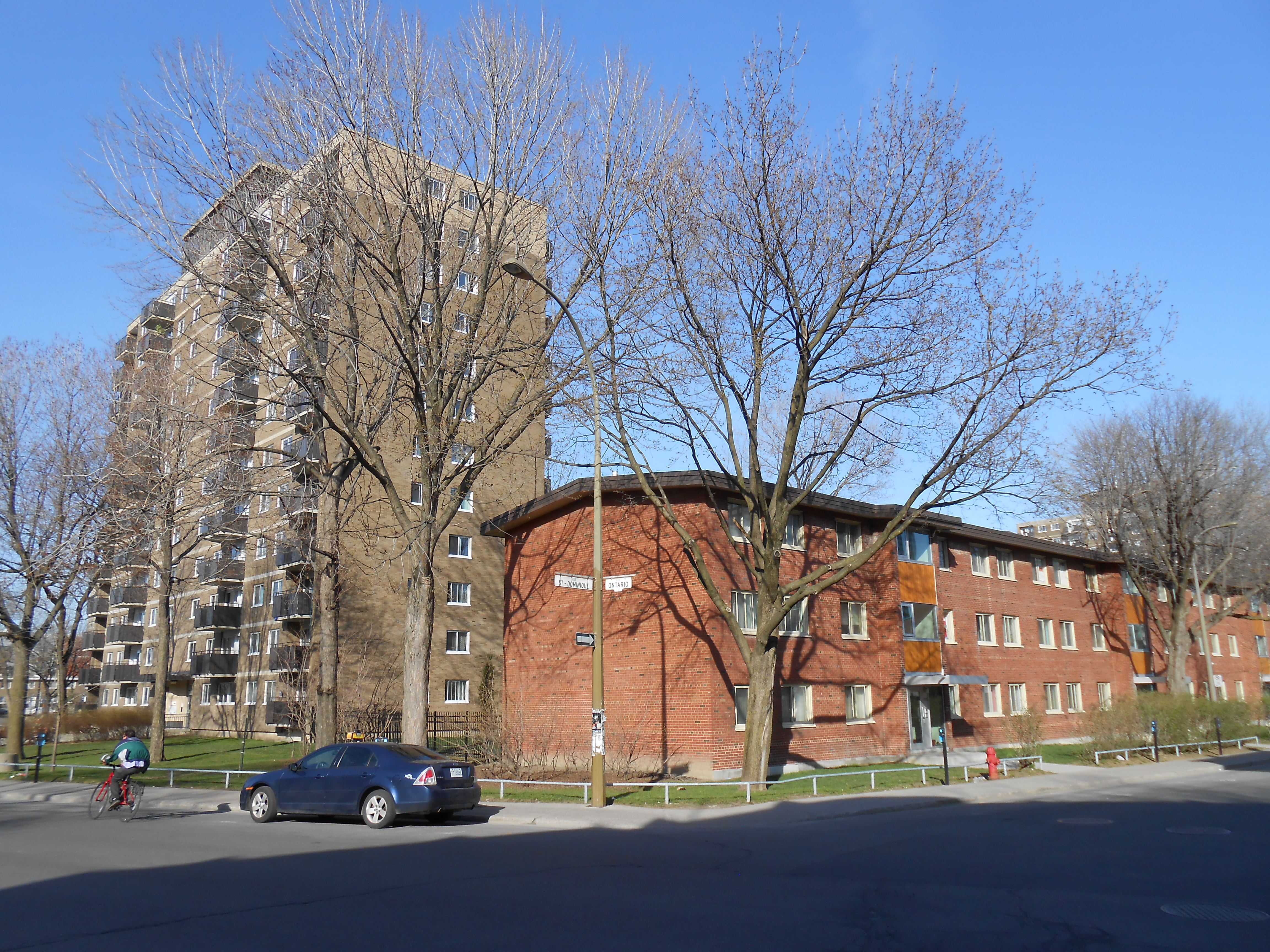
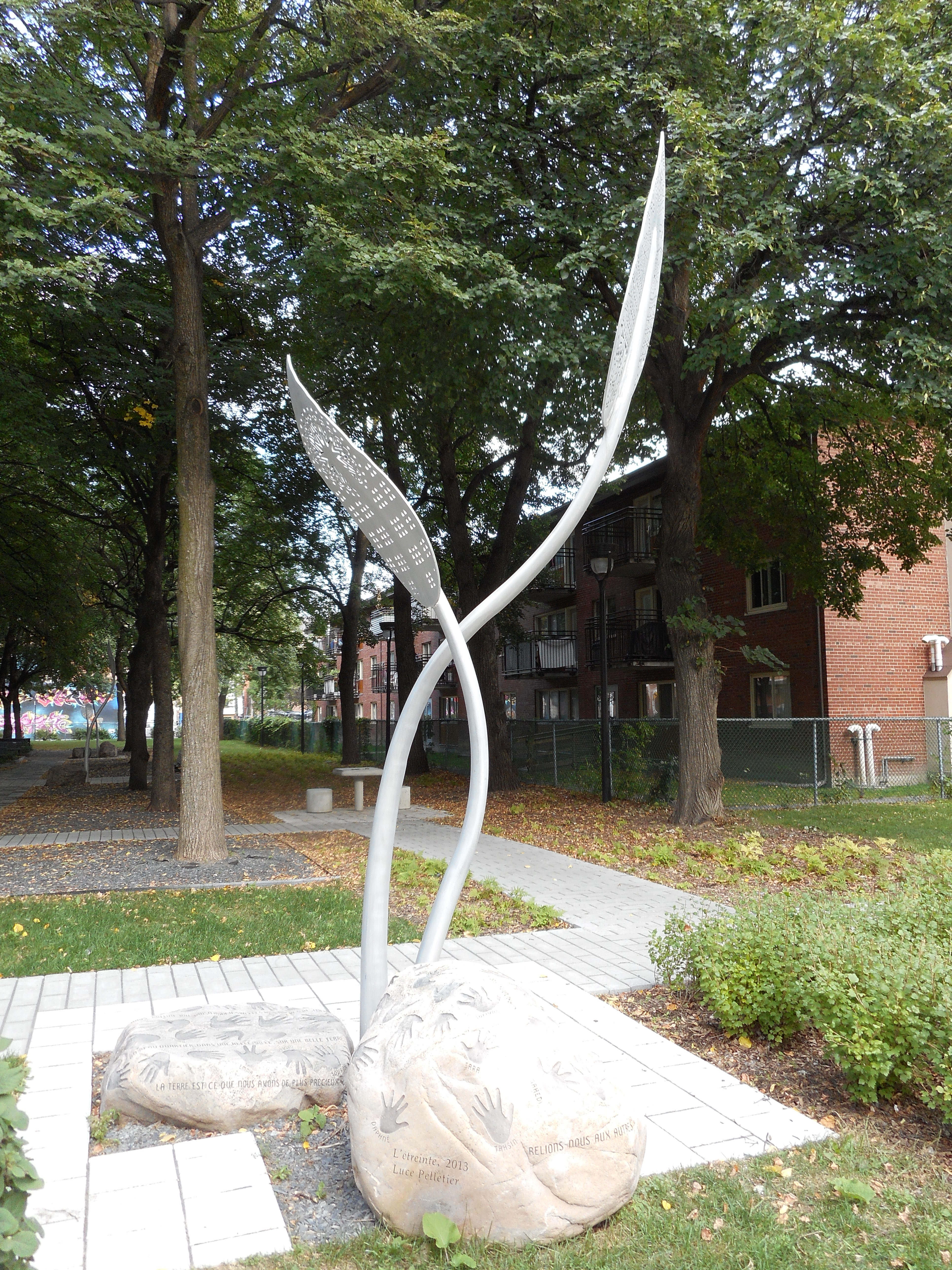
L'Étreinte, de Luce Pelletier, sur le boulevard de Maisonneuve
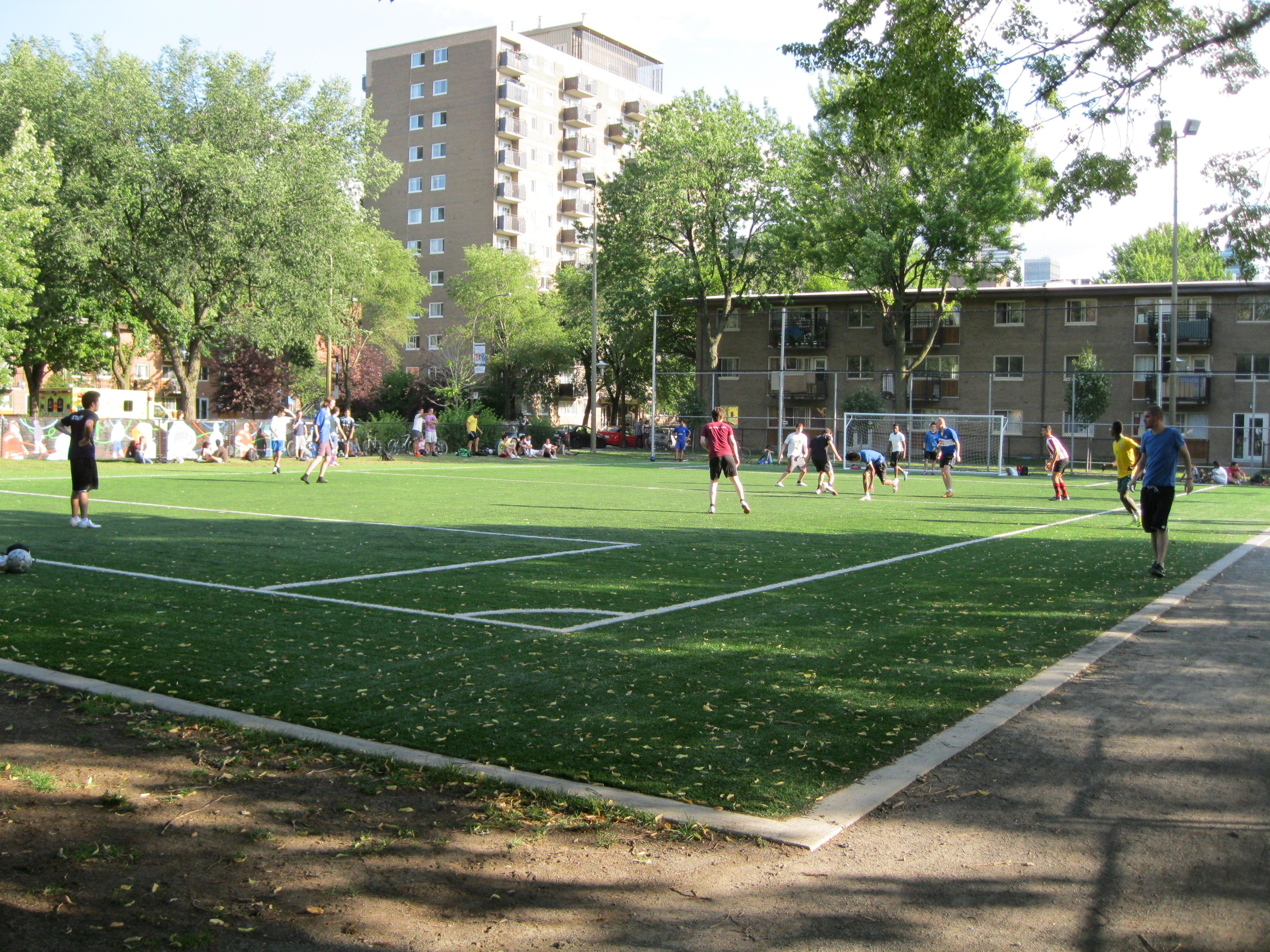
Parc Toussaint-Louverture